# Hermann Kövess von Kövessháza
Hermann Albin Josef Freiherr Kövess von Kövessháza (en húngaro: kövessházi báró Kövess Hermann; 30 de marzo de 1854 - 22 de septiembre de 1924) fue el último, y completamente ceremonial, Comandante en Jefe del Ejército austrohúngaro. Sirvió como un comandante competente y estuvo cerca del retiro en 1914 cuando estalló la Primera Guerra Mundial y se le dio un puesto de mando.

## Vida personal
El padre de Kövess era un oficial militar que vivía en Temesvár, Reino de Hungría, Imperio austriaco (ahora Timișoara, Rumania). La familia de su madre pertenecía a la pequeña minoría de habla alemana de sajones de Transilvania. Contrajo matrimonio con la baronesa Eugenie Hye von Glunek en 1892 y tuvieron tres hijos: Adalbert, que murió en combate en 1914, y Géza y Jenő, que sirvieron como oficiales de artillería.

## Carrera militar
Se enroló en un instituto de cadetes en Hainburg en 1865, y después de pasar un tiempo ahí y en la academia en Znaim, se trasladó a la academia militar en Viena. Pasó los cursos en la academia con éxito y recibió una promoción acelerada a capitán.
Dirigió su primera expedición militar en 1882 en una misión para reprimir un motín en Dalmacia y fue recompensado por el emperador Francisco José I de Austria con la Medalla al Mérito y también recibió la Cruz de Caballero de la Orden de la Corona Italiana ese mismo año. Después de la campaña fracasó en su siguiente examen y fue transferido a la infantería. Su buena conducta durante su servicio en la infantería le proporcionaron una rápida promoción a mayor en 1890 y después a teniente coronel en 1894 y poco después a coronel.
Pasó a ser uno de los coroneles más jóvenes del Ejército austrohúngaro y uno de los protestantes más poderosos sirviendo en un cuerpo generalmente de oficiales católicos. Su protestantismo causó un escándalo cuando se vio envuelto en un evento donde 400 católicos se convirtieron al protestantismo después de una disputa. El escándalo fue generalmente ignorado en el ejército, pero fue condenado por la Iglesia católica. La condena le llevó a creer en un retiro prematuro; sin embargo, esto resultó incierto debido al inicio de la I Guerra Mundial.

### Primera Guerra Mundial

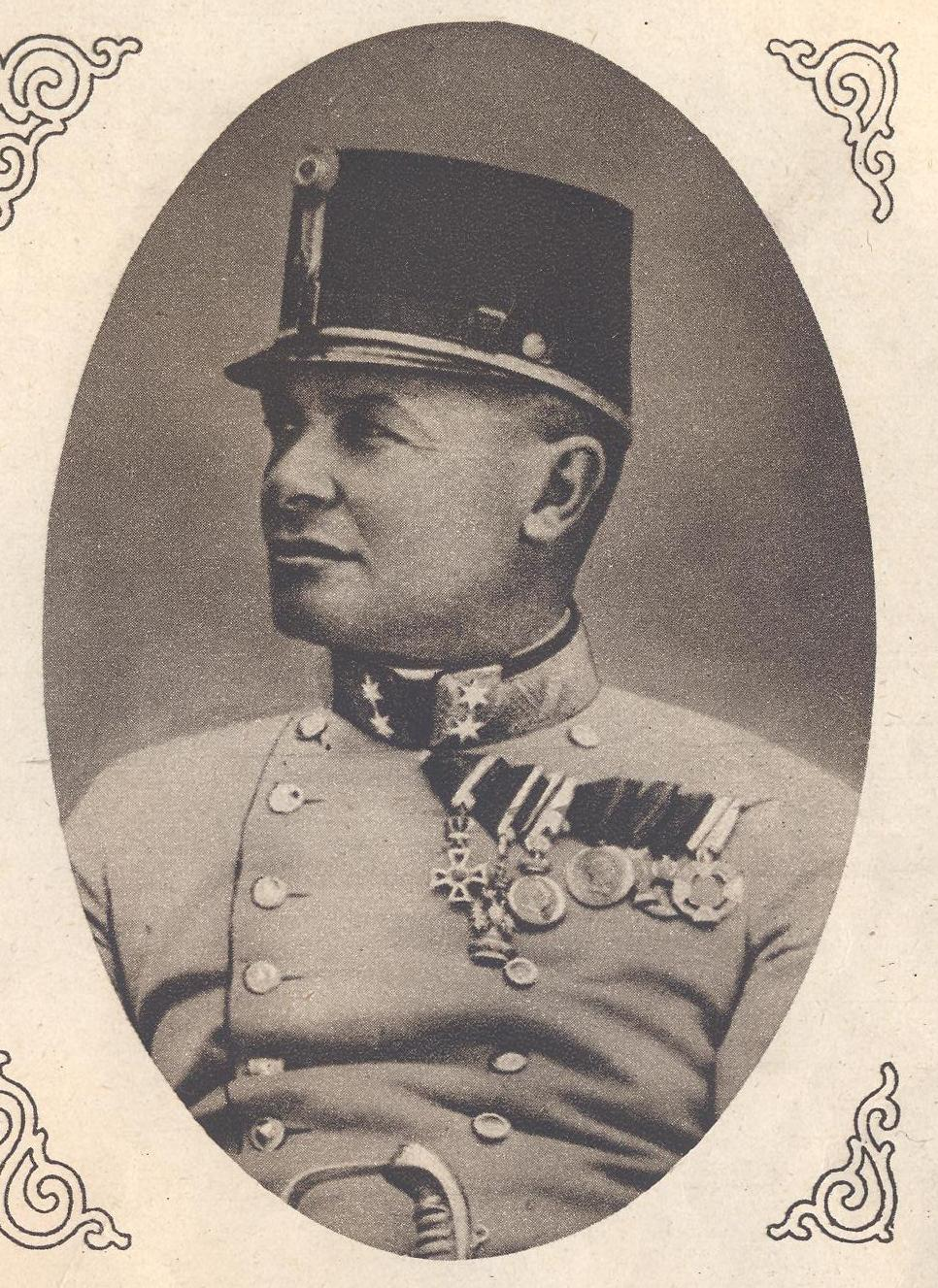
Hermann Kövess von Kövessháza, 1915.

A principios de la I Guerra Mundial, Kövess comandaba el XII (Transilvania) Cuerpo, y luchó en la tenaz defensa contra fuerzas rusas superiores en el este y centro de Galitzia, y posteriormente en la Polonia rusa. Durante la ofensiva de primavera de 1915, capturó por asalto la fortaleza de Ivangorod. En el otoño, bajo el mando de August von Mackensen, lideró el III. Ejército durante la campaña serbia, con el que capturó Belgrado y penetró en profundidad en Serbia. En enero de 1916, con un mando independiente, derribó Montenegro en la Campaña montenegrina, y también ocupó Albania.
A principios de verano de 1916, el ejército de Kövess cooperó en la operación contra Arsiero-Asiago. Sin embargo, después del avance de Aleksei Brusilov, fue transportado a toda prisa en teatro de guerra en Galitzia. Kövess poco después tomó el mando del VII.º Ejército, y defendió las crestas de los bosques de los Cárpatos contra el ataque ruso.
En el verano de 1917, Kövess salió de las montañas con sus tropas, se hizo señor de Czernowitz y Radautz, y expulsó a los rusos casi enteramente de Bucovina. Fue ascendido al rango de mariscal de campo el 5 de noviembre de 1917. Desde mediados de enero hasta principios de abril de 1918, comandó el frente de ejército consistente de los I. y VII. Ejércitos, extendiéndose desde el Dniéster hasta la esquina sudoriental de Transilvania.
Tras la retirada de Bulgaria, encargado de la ingrata tarea de comandar a las tropas en los Balcanes, Kövess no pudo hacer nada sino organizar la evacuación de los territorios ocupados de acuerdo al plan, y organizar la defensa de la línea Danubio-Sava. Cuando el emperador Carlos I de Austria depuso su mando supremo, nombró a Kövess como su sucesor. Sin embargo, la dispersión de las fuerzas cerraron la carrera militar de Kövess.
Kövess fue uno los líderes militares más populares de la vieja monarquía. Después de su caída, vivió en su retiro, cultivando sus intereses históricos y artísticos.

## Condecoraciones
- Orden de la Cruz de Takovo, 2.ª clase, 1900